# IOS 11
iOS 11 è l'undicesima versione del sistema operativo per dispositivi mobili iOS, sviluppato dalla Apple e successore di iOS 10. È stato annunciato alla Worldwide Developers Conference il 5 giugno 2017, pubblicato il 19 settembre dello stesso anno, mentre la prima beta pubblica era disponibile alla fine di giugno.
Tra le novità della versione figurano modeste novità per Siri, come le traduzioni e una voce più naturale grazie all'apprendimento automatico; è stato inoltre introdotto CoreML che permette agli sviluppatori di trarre vantaggio dell'apprendimento automatico nello sviluppo di applicazioni, ARKit che consente di creare ambientazioni virtuali in un luogo reale usando la realtà aumentata.
Da sottolineare anche una rivisitazione grafica in alcune parti del sistema operativo che favorisce un font più scuro e un aspetto complessivamente più pulito.
Si tratta della prima versione interamente a 64 bit, escludendo tutti i dispositivi a 32 bit.
iOS 11 è la prima versione di iOS a non supportare app o processori a 32 bit. Pertanto, supporta solo app o processori a 64 bit. (Le app a 32 bit devono essere aggiornate a 64 bit.) Dopo l'installazione di iOS 11, se un utente tenta di aprire un'app a 32 bit che non è ancora stata aggiornata a 64 bit, iOS si rifiuterà semplicemente di eseguirla.

## Dispositivi supportati
Con questa versione di iOS, Apple ha abbandonato il supporto per i dispositivi a 32 bit (iPhone 5, iPhone 5c e iPad di quarta generazione).

### iPhone
- iPhone 5s
- iPhone 6
- iPhone 6 Plus
- iPhone 6s
- iPhone 6s Plus
- iPhone SE (1ª gen)
- iPhone 7
- iPhone 7 Plus
- iPhone 8
- iPhone 8 Plus
- iPhone X

### iPod touch
- iPod touch (sesta generazione)

### iPad
- iPad (quinta generazione)
- iPad (sesta generazione)
- iPad Air
- iPad Air 2
- iPad mini 2
- iPad mini 3
- iPad mini 4
- iPad Pro 9,7"
- iPad Pro 12,9"
- iPad Pro 10,5"
- iPad Pro 12,9" (seconda generazione)

## Aggiornamenti
| Versione | Data di rilascio  | Caratteristiche |
| -------- | ----------------- | --- |
| 11.0     | 19 settembre 2017 | È la prima versione di iOS 11. Implementa una nuova funzione: - la scansione dei documenti nell'app Note tramite la fotocamera. |
| 11.0.1   | 26 settembre 2017 | Include risoluzione di bug. |
| 11.0.2   | 4 ottobre 2017    | Risolve alcuni bug tra cui: - un problema che causava alcuni rumori durante una chiamata su iPhone 8 e 8 Plus - un problema che poteva causare ad alcune foto di scomparire - un problema che impediva di aprire allegati criptati nei tipi di mail S/MIME |
| 11.0.3   | 11 ottobre 2017   | Risolve alcuni problemi tra cui: - un problema quando alcune volte l'audio e il feedback aptico non funzionavano su iPhone 7 e 7 Plus - un problema che impediva di usare schermi non ufficiali Apple |
| 11.1     | 31 ottobre 2017   | - Risolve un problema per cui alcune foto potevano risultare sfocate. - Risolve un problema per cui gli effetti Live Photo potevano venire riprodotti lentamente. - Risolve un problema per cui alcune foto nell’album Persone potevano non venire mostrate dopo un ripristino da un backup di iCloud. - Risolve un problema che poteva influire sulle prestazioni scorrendo le diverse istantanee schermo. - Migliora il supporto Braille per input di testo di tipo Grade 2. - Migliora l’accesso VoiceOver per PDF multipagina. - Migliora le azioni del rotore VoiceOver per la lettura di notifiche in arrivo. - Migliora il menu azioni del rotore VoiceOver alla rimozione di un’app dal multitasking. - Risolve un problema riscontrato da alcuni utenti per cui i tasti alternativi non venivano visualizzati utilizzando l’opzione VoiceOver in modalità di digitazione a tocco. - Risolve un problema in Mail per cui il rotore VoiceOver veniva riportato sempre all’azione di default. - Risolve un problema per cui il rotore VoiceOver poteva non eliminare i messaggi. - Ripristina l’opzione per accedere al multitasking premendo il bordo dello schermo con 3D Touch. - Risolve un problema per cui le notifiche di Mail eliminate potevano venire nuovamente visualizzate nel blocco schermo. - Risolve un problema che impediva di spostare dati tra le diverse app gestite a livello aziendale. - Risolve un problema riscontrato con alcuni accessori GPS di terze parti per cui i dati relativi alla posizione potevano non essere precisi. - Risolve un problema per cui le impostazioni relative alle notifiche del battito cardiaco potevano essere visualizzate sull’app Watch (prima generazione). - Risolve un problema su Apple Watch per cui le icone delle app potevano non venire visualizzate nelle notifiche. |
| 11.1.1   | 9 novembre 2017   | Corregge alcuni bug tra cui: - un problema della correzione automatica della tastiera - il problema per il quale il comando vocale "Ehi Siri" smetteva di funzionare |
| 11.1.2   | 16 novembre 2017  | Corregge alcuni bug di iPhone X - Risolve un bug che impediva di utilizzare iPhone X dopo un cambio improvviso di temperatura - Risolve un bug che poteva causare dei problemi con le Live Photos su iPhone X |
| 11.2     | 2 dicembre 2017   | - Introduce Apple Pay Cash per inviare, ricevere e richiedere somme di denaro con Apple Pay. Inoltre, l’aggiornamento include ulteriori miglioramenti e correzioni di errori (disponibile solo negli Stati Uniti) - Invio, ricezione e richiesta di somme di denaro tramite Apple Pay in Messaggi oppure tramite comando vocale con Siri. - Consente di ricaricare più rapidamente iPhone 8, iPhone 8 Plus e iPhone X in modo wireless con accessori di terze parti compatibili. - Introduce tre nuovi sfondi Live per iPhone X. - Migliorata la stabilizzazione della videocamera. - Nell’app Podcast, aggiunge la funzionalità per passare automaticamente alla puntata successiva del contenuto che stai ascoltando. - In HealthKit, aggiunge supporto per il tipo di dati relativi alla distanza in discesa percorsa praticando sport invernali. - Risolve un problema per cui poteva sembrare che l’app Mail stesse verificando la presenza di nuovi messaggi, sebbene fossero stati già scaricati tutti. - Risolve un problema che causava la ricomparsa delle notifiche di Mail provenienti da account di tipo Exchange eliminate in precedenza. - Migliora la stabilità di Calendario. - Risolve un problema per cui l’app Impostazioni poteva aprirsi mostrando una schermata vuota. - Risolve un problema che impediva l’apertura della vista Oggi o dell'app Fotocamera scorrendo dal blocco schermo. - Risolve un problema per cui i controlli di Musica non venivano visualizzati nel blocco schermo. - Risolve un problema per cui le icone delle app non venivano disposte correttamente nella schermata Home. - Risolve un problema che impediva agli utenti di eliminare le foto recenti, in caso di esaurimento dello spazio di archiviazione su iCloud. - Risolve un problema di Trova il mio iPhone per cui, talvolta, la mappa non veniva visualizzata. - Risolve un problema in Messaggi che causava la sovrapposizione della tastiera al messaggio più recente. - Risolve un problema in Calcolatrice per cui la digitazione rapida dei numeri poteva causare risultati errati. - Risolve un problema che poteva rallentare la capacità di risposta della tastiera. - Aggiunge supporto per le chiamate RTT (real-time text) per gli utenti non udenti o ipoudenti. - Migliora la stabilità di VoiceOver in Messaggi, Impostazioni, App Store e Musica. - Risolve un problema per cui VoiceOver non annunciava le notifiche in entrata. |
| 11.2.1   | 19 dicembre 2017  | Include la correzione di alcuni errori e risolve un problema che poteva causare la disabilitazione dell’accesso remoto per gli utenti che condividono l’utilizzo dell’app Casa. |
| 11.2.2   | 8 gennaio 2018    | Aggiornamento di sicurezza ed è consigliato a tutti gli utenti. |
| 11.2.3   | 23 gennaio 2018   | - Aggiunto supporto per HomePod: adesso è possibile trasferisci automaticamente su HomePod le impostazioni associate all’ID Apple, ad Apple Music, a Siri e alla rete Wi-Fi. - Siri è ora in grado di darti le notizie: ti basta dire “Ehi Siri, quali sono le ultime news”. Inoltre, puoi fare domande su notizie relative ad argomenti specifici come lo sport, la finanza o la musica (funzionalità disponibile solo in inglese). - Risolto un problema legato all’app Telefono che spesso poteva mostrare informazioni incomplete nell’elenco delle chiamate. - Risolto un problema legato al Face ID per cui sbloccando iPhone X, le notifiche di Mail di alcuni account di Exchange potevano scomparire dal blocco schermo. - Risolto un problema legato ai Messaggi per cui alcune conversazioni potevano non venire mostrate nell’ordine corretto. - Risolto un problema legato a CarPlay per cui, dopo aver cambiato diverse tracce consecutivamente, i controlli dell’opzione “In riproduzione” potevano non rispondere correttamente. - VoiceOver aggiunge supporto ad AirPods ora consente di leggere le diverse destinazioni di riproduzione e il livello di carica degli auricolari. |
| 11.2.4   | 19 febbraio 2018  | - Risolve il problema per cui, con alcune sequenze di caratteri, le app potevano chiudersi in modo inatteso. - Risolve il problema per cui alcune app di terze parti non erano in grado di connettersi agli accessori esterni. |
| 11.3     | 29 marzo 2018     | - Aggiunge nuove Animoji. - Aggiunto supporto per l’Advanced Mobile Location nei paesi dove è abilitato. |
| 11.3.1   | 24 aprile 2018    | - Risolve un problema degli schermi non ufficiali degli iPhone 8 che non funzionavano. |
| 11.4     | 29 maggio 2018    | - Controlla il tuo impianto audio domestico e gli altoparlanti compatibili con AirPlay 2. - Riproduci contemporaneamente e in modo sincronizzato musica sui diversi altoparlanti di casa compatibili con AirPlay 2. - Utilizza gli altoparlanti compatibili con AirPlay 2 dal Centro di Controllo, dal blocco schermo o tramite i controlli AirPlay integrati delle diverse app su iPhone o iPad. - Utilizza Siri per controllare gli altoparlanti compatibili con AirPlay 2 da iPhone, iPad, HomePod o Apple TV. - Rispondi a una telefonata o gioca su iPhone e iPad senza interrompere la riproduzione di contenuti sugli altoparlanti compatibili con AirPlay 2. - L’aggiornamento consente di configurare una coppia stereo di HomePod utilizzando iPhone o iPad. - La coppia stereo di HomePod rileva automaticamente la propria posizione nella stanza e bilancia il suono in base a dove sono disposti gli altoparlanti. - Grazie all’avanzata tecnologia beamforming, capace di orientare il segnale audio in una determinata direzione, l’aggiornamento fornisce prestazioni sonore migliori rispetto a una coppia stereo tradizionale. - Per supportare le coppie stereo, HomePod esegue automaticamente l’aggiornamento a meno che l’opzione di aggiornamento automatico non sia stata disabilitata sull’app Casa. - L’opzione consente di salvare messaggi, foto e altri allegati su iCloud e permette di liberare spazio sul tuo dispositivo. - L’opzione consente di visualizzare tutti i messaggi quando esegui l’accesso tramite lo stesso account iMessage su un nuovo dispositivo. - I messaggi e le conversazioni che elimini verranno istantaneamente rimossi su tutti i tuoi dispositivi. - Per attivare “Messaggi su iCloud”, abilita l’opzione in Impostazioni > [nome utente] > iCloud. - Le conversazioni vengono codificate tramite crittografia end-to-end. - Consente ai docenti di assegnare ai propri studenti attività di lettura su iBooks tramite l’app Schoolwork. - Risolve un problema per cui, con alcune sequenze di caratteri, l’app Messaggi poteva chiudersi in modo inatteso. - Risolve un problema dell’app Messaggi per cui alcuni messaggi potevano non venire visualizzati nell’ordine corretto. - Risolve un problema di Safari che poteva impedire di eseguire il login o di accedere ai file su Google Drive, Google Docs e Gmail. - Risolve un problema che poteva impedire la corretta sincronizzazione dei dati dell’app Salute. - Risolve un problema che impediva agli utenti di modificare le app a cui consentire l’accesso ai dati sanitari. - Risolve un problema per cui le app venivano visualizzate in posizioni non corrette sulla schermata Home. - Risolve un problema per cui l’audio di CarPlay poteva risultare distorto. - Risolve un problema per cui, su alcuni veicoli, riproducendo musica tramite Bluetooth o USB, non era possibile selezionare brani da iPhone. |
| 11.4.1   | 09 luglio 2018    | ultima versione di ios 11 rilasciata toglie alcuni bug e migliora le prestazioni in generale. |